# Konary
Konary (tyska: Kunern) är en by i Powiat Strzeliński i Nedre Schlesiens vojvodskap i sydöstra Polen. Med namnet Kunern tillhörde byn Kreis Münsterberg från 1816 till 1932.

## Personer från Konary
- Hans Traupe (1913–2004), tysk SS-officer